# Ignacia Allamand
María Ignacia Allamand Lyon (sinh ngày 29 thán 8 năm 1981) là diễn viên người Chile.

## Đời tư
Allamand sinh ra tại Santiago, Chile. Cha cô là Andrés Allamand Zavalacựu, cựu bộ trưởng Bộ quốc phòng Chile và là ứng cử viên tổng thống. Mẹ cô là Bárbara Lyon, nổi tiếng với công việc "Fundación Alter Ego". Do công việc của cha, thời niên thiếu của cô gắn với thủ đô Washington D.C., Hoa Kỳ. Trở lại Chile, cô học diễn xuất tại Trường Sân khấu tại Pontificia Universidad Católica de Chile (Đại học Công giáo Chile). Sau đó cô học diễn xuất ở Buenos Aires, Argentina.
Năm 2010, cô cưới diễn viên người Chile, Tiago Correa nhưng họ đã chia tay. Năm 2013, Allamand tham gia vào chiến dịch tranh cử tổng thống của cha mình.

## Sự nghiệp
Năm 2005, Allamand xuất hiện lần đầu tiên trước công chúng trong bộ phim Se Fuget của đạo diễn Alberto Fuguet. Cô trở nên nổi tiếng ở Chile với vai diễn Eloísa Solé trong Vivir con 10, một bộ phim truyền hình dài tập kiểu "Telenovela" của đài truyền hình Chilevisión. Cô là đại sứ thương hiệu cho chuỗi bán lẻ París tại Chile.
Allamand xuất hiện trong bộ ba phim của đạo diễn Nicolás López: "Qué pena tu vida" (2010), "Qué pena tu boda" (2011) và "Qué pena tu familia" (2013).
Sự nghiệp điện ảnh quốc tế của cô bắt đầu vào năm 2013 với phim Aftershock, một bộ phim của đạo diễn Nicolás López lấy cảm hứng từ trận động đất năm 2010 tại Concepción, Chile. Bộ phim được sản xuất bởi Eli Roth, người mà cô tiếp tục tham gia diễn trong 2 bộ phim kinh dị The Green Inferno (2013) và Knock Knock (2015).

## Danh sách bộ phim đã đóng

### Phim
| Năm  | Tên phim                                     | Vai diễn         | Đạo diễn            | Giải thưởng |
| ---- | -------------------------------------------- | ---------------- | ------------------- | ----------- |
| 2005 | Se arrienda                                  | Cordelia         | Alberto Fuguet      |             |
| 2008 | Cordero de Dios                              | María Paz (1978) | Lucía Cedrón        |             |
| 2010 | Qué pena tu vida                             | Úrsula Brunner   | Nicolás López       |             |
| 2011 | Qué pena tu boda                             | Úrsula Brunner   | Nicolás López       |             |
| 2012 | Aftershock                                   | Guide            | Nicolás López       |             |
| 2013 | Qué pena tu familia                          | Úrsula Brunner   | Nicolás López       |             |
| 2013 | Mis peores amigos: Promedio Rojo, el regreso | Ejecutive        | Nicolás López       |             |
| 2013 | The Green Inferno                            | Kara             | Eli Roth            |             |
| 2015 | Knock Knock                                  | Karen Alvarado   | Eli Roth            |             |
| 2016 | Downhill                                     | Magdalena        | Patricio Valladares |             |
| 2017 | Do it Like an Hombre                         | Luciana          | Nicolás López       |             |
| 2018 | No estoy loca                                | Isidora          | Nicolás López       |             |

## Truyền hình

### Series truyền hình
| Series truyền hình | Series truyền hình | Series truyền hình | Series truyền hình |
| Năm                | Kịch               | Vai diễn           |                    |
| ------------------ | ------------------ | ------------------ | ------------------ |
| 2007               | Vivir con 10       | Eloisa Sole        |                    |
| 2008               | Mala Conducta      | Martina Bobadilla  |                    |
| 2010               | Mujeres de Lujo    | Lietta Meyer       |                    |
| 2010               | Cartas de Mujer    | Consuelo           |                    |
| 2011               | Infiltradas        | Nina Engel         |                    |
| 2012               | Cobre              | Veronica Blake     |                    |
| 2012               | El reemplazante    | Rosario            |                    |
| 2012               | Separados          | Josefa Matte       |                    |
| 2014               | Volver a Amar      | Olivia Thompson    |                    |
| 2014               | Modern Family      | Gay's friend       |                    |

### Chương trình truyền hình
- es:Juga2 (TVN, 2013)
- es:Zona de Estrellas (Zona Latina, 2013)
- Vértigo (Canal 13, 2013)
- Más vale tarde (Mega,2014)
- es:El Descapotable (Via X,2014)

## Quảng cáo
- Almacenes París - Đại diện thương hiệu